# Juifs et Musulmans, si loin si proches
Juifs et Musulmans, si loin si proches est une série télévisée documentaire en quatre épisodes de 52 minutes ayant trait à l'histoire croisée de l'islam et du judaïsme coréalisée par Karim Miské, Emmanuel Blanchard et Nathalie Mars, coproduite notamment par la Compagnie des phares et balises et diffusée en octobre 2013 par Arte.

## Résumé
La série retrace l'histoire des relations entre juifs et musulmans depuis le début de l'islam en 610 jusqu'en 2013. Elle couvre une large horizon géographique, s'intéressant aussi bien au Moyen-Orient, au Maghreb ainsi qu'aux conséquences de cette histoire sur les sociétés contemporaines,,,
De nombreux experts internationaux (chercheurs, universitaires, historiens) viennent enrichir le propos, et des animations graphiques illustrent le récit.
Sur la base d'une étude menée dans plusieurs pays, la collection documentaire se compose de 4 épisodes :

### Épisode 1: Les origines, de 610 à 721
Dans le contexte géographique de la péninsule arabique, l'islam naît et se propage rapidement dans de nombreuses directions. De nombreux peuples se convertissement à cette nouvelle foi. Mais certains chrétiens et juifs conservent leur culte, et sont traités suivant le statut de dhimmi.

### Épisode 2:  La place de l'autre, de 721 à 1789
Des siècles de coexistence plus ou moins pacifiques, sur plusieurs continents créent des liens profonds entre juifs et musulmans. On a pu ainsi parler de Juifs arabes, qui vivaient en relative harmonie et partageaient de nombreux éléments culturels avec les arabes musulmans.

### Épisode 3: La séparation, de 1789 à 1945
La naissance des nationalismes en Europe déstabilise l'équilibre géopolitique. La montée de l'antisémitisme européen nourrit le mouvement sioniste, qui va provoquer une cassure entre juifs et musulmans.

### Épisode 4: La Guerre des mémoires, de 1945 à nos jours
Les relations entre les deux peuples sont en grande partie détériorés par le conflit israélo-palestinien, et semblent créer une tension irrémédiable. Pourtant, cet épisode historique est relativement court, par rapport aux siècles précédents.

## Fiche technique
- Titre : Juifs et Musulmans, si loin si proches
- Création : Karim Miské
- Scénario : Karim Miské, Emmanuel Blanchard, Nathalie Mars
- Direction éditoriale : Sylvie Jézéquel
- Image :
- Montage : Dominique Barbier
- Animation : Jean-Jacques Prunès
- Musique originale : Mathias Duplessy
- Intervenants interviewés :  Youssef Choueiri, Raphaël Draï, Michel Abitbol, Yūsuf al-Šuwayrī, Reza Aslan, Abdelwahab Meddeb, Sami Zubaida, Jacqueline Chabbi, Suleiman Ali Mourad, Benjamin Stora, Mahmoud Hussein, Henry Laurens
- Narratrice : Nathalie Richard
- Compagnies de production : Compagnie des phares et balises, en coproduction avec Arte France, Vivement lundi !, Pictanovo, France 3 Corse Via Stella
- Format : couleur, HD
- Durée : 4 épisodes de 52 minutes chacun
- Date de première diffusion : France : 22 octobre 2013 sur la chaine Arte

## Élaboration de la série
Karim Miské est à l'origine de ce projet. Documentariste franco-mauritanien, il s'intéresse notamment à l'histoire de l'islam. Après le débat sur l'identité nationale en 2009, il se questionne sur le lien la pluralité et le vivre-ensemble. Il réalise alors le triptyque documentaire Musulmans de France, avec Emmanuel Blanchard et Mohamed Joseph.
À partir de 2010, il se lance pendant 3 ans dans Juifs et Musulmans, si loin si proches. Il s'entoure de Emmanuel Blanchard, maître de conférences de sciences politiques à l’Université de Versailles Saint-Quentin-en-Yvelines, et de la scénariste Nathalie Mars. Il veut démontrer dans cette série documentaire que « Même si cela n'a pas toujours été un long fleuve tranquille, cette histoire commune existe. Le contentieux actuel au Proche-Orient fait écran à un héritage partagé. Se colleter aux plus de douze siècles précédant la naissance du fossé, de l'antagonisme entre juifs et musulmans, permet de mesurer à quel point les patrimoines hébraïque et musulman sont mêlés, combien les influences culturelles, religieuses... sont réciproques. Rappeler cette simple vérité, c'est relativiser l'histoire récente, déconstruire l'idée que juifs et musulmans seraient par nature ennemis. »
Le documentaire s'appuie sur des analyses d'historiens, de chercheurs et d'écrivains, issus des mondes musulman, juif et chrétiens. De nombreux extrait d'images d'archives sont utilisés. Et des séquences d'animations, réalisées par Jean-Jacques Prunès et le studio Vivement lundi! viennent ponctuer le récit.

## Accueil critique
Le quotidien Le Monde estime que la série documentaire se caractérise par la « la rigueur des faits. Et le contrepoids onirique des images. » La série  « recoud ce siècle avec les treize qui l’ont précédé. Sans préjugés ni partis pris, pour mieux le cerner et le comprendre. Pour rappeler, sous la lumière crue de l’histoire, que juifs et musulmans ne naissent pas pour se détester ».
Christophe Leuck, sur France 3 Régions, parle d'un « récit d’une grande rigueur historique, sans concessions ni parti pris »
L'Humanité décrit « Une série documentaire qui contribue efficacement à désamorcer toutes les formes de repli identitaire ».
Muriel Frat, dans Le Figaro, écrit le 22 octobre 2013 : « La forme de Juifs et musulmans, si loin, si proches est particulièrement originale. Les interventions d'une quarantaine de spécialistes, dont Reza Aslan, diplômé en religion de l'université de Santa Clara de Californie, et Abdelwahab Meddeb, écrivain et poète franco-tunisien, sont entrecoupées de jolies illustrations signées Jean-Jacques Prunès, qui apportent un habillage poétique à un récit épique. »

## Distinctions
La série documentaire a obtenu un prix Historia, dans la catégorie Prix de l’inattendu en 2014.
Elle a également reçu le Laurier de la Meilleure série et collection documentaire (Lauriers de la Télévisions 2014)